# Virginia Slims of Oklahoma 1988
Il Virginia Slims of Oklahoma 1988 è stato un torneo di tennis giocato sul cemento indoor. 
È stata la 3ª edizione del torneo, che fa parte della categoria Tier V nell'ambito del WTA Tour 1988. 
Si è giocato al The Greens Country Club di Oklahoma City negli USA, dal 22 al 28 febbraio 1988.

## Campionesse

### Singolare
Lori McNeil ha battuto in finale  Brenda Schultz con il punteggio di 6–3, 6–2

### Doppio
Jana Novotná /  Catherine Suire hanno battuto in finale  Catarina Lindqvist /  Tine Scheuer-Larsen con il punteggio di 6–4, 6–4